# Bowdleria
A Bowdleria a madarak osztályának verébalakúak (Passeriformes) rendjébe és a tücsökmadárfélék (Locustellidae) családjába tartozó nem. Az újabb rendszerezések a Megalurus nembe sorolják ezt a két fajt is.

## Rendszerezésük
A nembe az alábbi 2 faj tartozik:
- páfrányposzáta  (Bowdleria punctata vagy Megalurus punctatus)
- álarcos páfrányposzáta  (Bowdleria rufescens vagy Megalurus rufescens)